# Cape Meares
Cape Meares is een plaats (census-designated place) in de Amerikaanse staat Oregon, en valt bestuurlijk gezien onder Tillamook County.

## Demografie
Bij de volkstelling in 2000 werd het aantal inwoners vastgesteld op 110.

## Geografie
Volgens het United States Census Bureau beslaat de plaats een oppervlakte van
8,0 km², waarvan 7,3 km² land en 0,7 km² water.

## Plaatsen in de nabije omgeving
De onderstaande figuur toont nabijgelegen plaatsen in een straal van 12 km rond Cape Meares.

## Bezienswaardigheden
- Op een paar kilometer ten zuidoosten van het centrum de plaats staat Cape Meares Lighthouse. Deze vuurtoren is slechts 12 meter hoog en is daarmee de kleinste van Oregon.